# Lill-Mörttjärnen (Fjällsjö socken, Ångermanland)
Lill-Mörttjärnen är en sjö i Strömsunds kommun i Ångermanland och ingår i Ångermanälvens huvudavrinningsområde.